# Mappa di Soleto

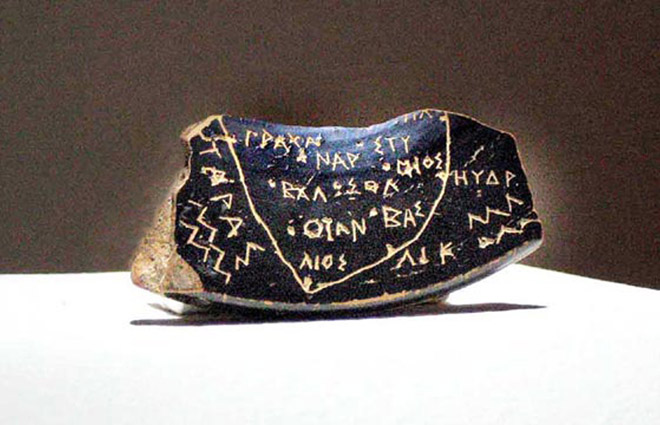
Soleto-Karte im Museo Archeologico Nazionale di Taranto

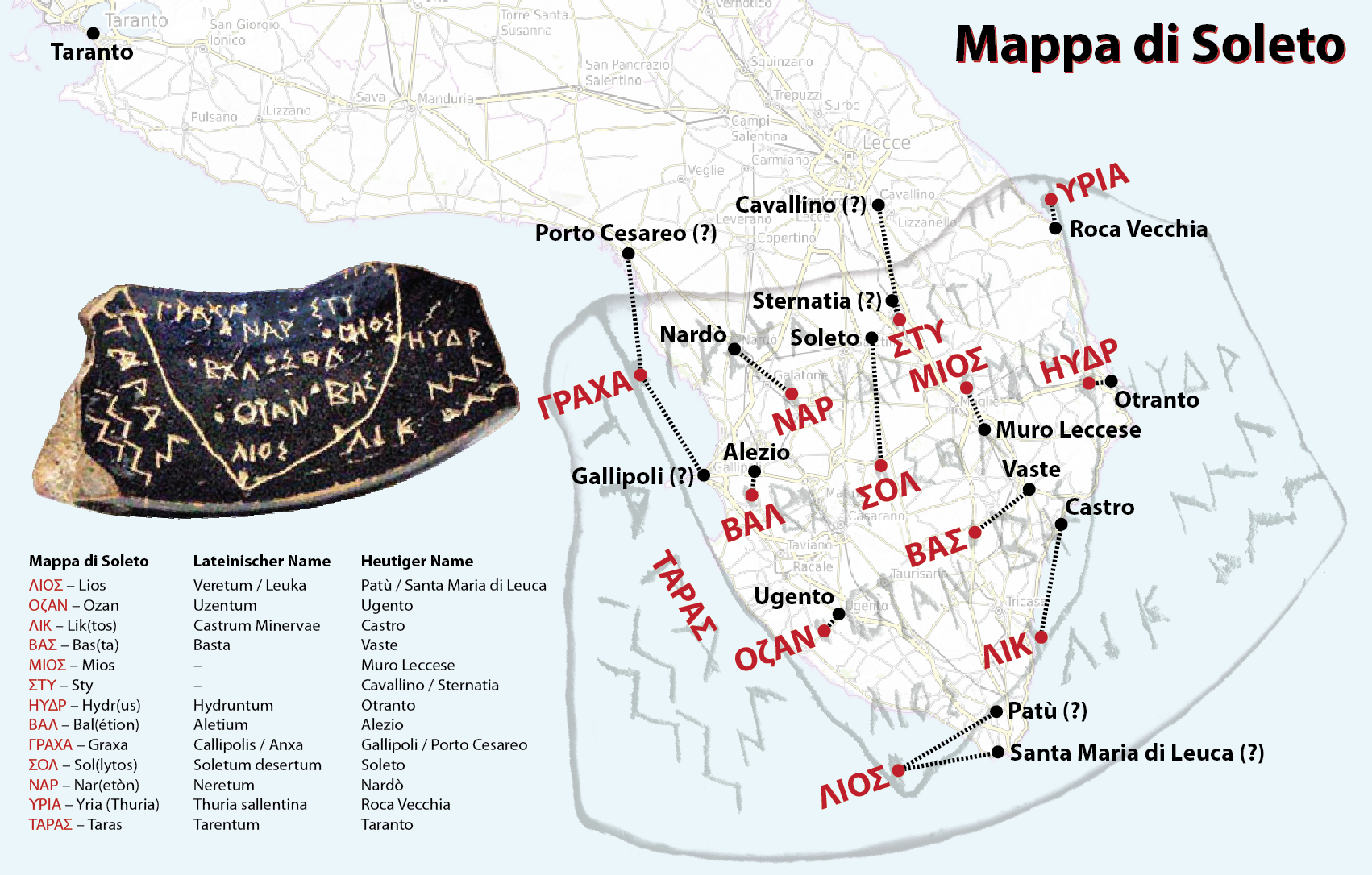
Lokalisierung der Orte auf der Mappa di Soleto

Das Ostrakon Mappa di Soleto (deutsch Soleto-Karte) aus dem 5. Jahrhundert v. Chr. gilt als die älteste erhaltene Kartendarstellung des Abendlandes. Es zeigt die Küstenlinie des Südostzipfel Apuliens mit einigen weiteren Ortsangaben in griechischer Schrift. Ein Labor, das auf nicht-destruktive Analysen spezialisiert ist, konnte in einer Expertise die Authentizität (Echtheit) der Tonscherbe nachweisen.
Die Scherbe wurde im Rahmen des Forschungsprogramms CERCAM (Centre d’étude et de recherche sur les civilisations antiques de la Méditerranée) der Universität Montpellier III (Université Paul-Valéry) unter seinem Leiter Thierry van Compernolle am 21. August 2003 in einem Grabungsfeld bei Lecce gefunden. In der Fachwelt wurde der Fund dieses Objektes zum Teil als Sensation angesehen und erstmals im November 2004 publiziert.

## Objektbeschreibung
Die Terrakottascherbe ist 5,9 × 2,9 cm groß und von unregelmäßiger Form. Sie war ursprünglich Teil des oberen Rands eines Gefäßes (vermutlich einer Vase) und als Gebrauchsgegenstand zerbrochen, bevor sie in einer Zweitnutzung eine Landkarte eingeritzt bekam. Die Verwendung von Tonscherben als Notizzettel war zu dieser Zeit weit gebräuchlich (siehe Scherbengericht).
Das Fragment aus hellem Ton hat eine schwarze Glasur. Eingeritzt ist in einer klaren Kontur die Küstenlinie der Südostspitze Apuliens, genauer der Region um Soleto. Weitere geografische Objekte sind durch Punkte gekennzeichnet und von unterschiedlicher Hand beschriftet. Die Untersuchungen dazu wurden von Carlo De Simone durchgeführt. Er war in der Lage, die Orte Tàras, Hydr(ous), Bal, Ozan, Nar und Sol zu identifizieren und zu lokalisieren. Unsicherheiten bestehen bei den Ortsnamen Graxa, Stu (Sternatia?), Lios (Santa Maria di Leuca?), Mios (Muro Leccese?), Phil (Roca Vecchia?) und Lik (Castro?).

## Echtheitsdiskurs
Eine Fälschung eines derart kleinformatigen Reliktes ist leicht möglich, zum einen, weil Tonscherben in diesen Regionen noch immer zahlreich auch von Laien gefunden werden können. Zum anderen ist die Anfertigung der archaischen Steinritzung mit vielen Werkzeugen leicht möglich. Entsprechend früh kamen Zweifel an der Echtheit auf. Bereits am 1. Februar 2006 veröffentlichte die niederländische Fachzeitschrift Geschiedenis Magazine eine Stellungnahme unter dem Titel ‘World’s oldest map’ a fake?
Bei der Erforschung der Echtheit fiel das Augenmerk daher unter anderem auch auf das mögliche Werkzeug, mit dem die Ritzungen angefertigt worden sein könnten. Eine Altersbestimmung des Werkstückes dagegen wäre nicht zielführend.
Zunächst fällt auf, dass die Städte durch einen heute üblichen Punkt lokalisiert werden und nicht mit einem damals üblichen Symbol von stilisierten Häusern. Die Schriftzeichen sind eher dem Stil jüngeren Gebrauchs zuzuschreiben und die Lage und Richtung zu den jeweiligen Punkten ist ungewöhnlich gleichmäßig und präzise. Die Wissenschaftler hingegen argumentieren, gerade wegen seiner geringen Größe wäre eine andere Darstellung als mit Punkten gar nicht möglich gewesen. So bleibt die Authentizität zumindest umstritten.

## Rezeption
Thierry van Compernolle erhielt für seine Verdienste die Ehrenbürgerrechte der Stadt Soleto. Mit der Ausstellung dieses Artefaktes erhoffte man sich von Anfang an einen großen Touristenmagneten. Heute wird die Soleto-Karte im Museo Archeologico Nazionale di Taranto der Öffentlichkeit ausgestellt.